# 둠 (시리즈)

둠의 로고. (2016년)

《둠》(Doom 또는 DOOM)은 이드 소프트웨어가 개발한 1인칭 슈팅 게임 비디오 게임 시리즈이다.
둠은 선구적인 일인용 슈팅 게임들 가운데 하나로 간주되며 IBM 호환 컴퓨터에 3차원 그래픽스, 3차원 공감각, 네트워크화된 다인용 게임플레이, 둠 WAD 포맷(WAD는 "Where's All the Data?"의 약자로 둠과 모든 둠 엔진 기반 게임에서 데이터가 저장된 파일 포맷)의 플레이어 제작 모드(mod) 지원 등의 기능을 도입하였다. 1993년 둠에 출시된 이래로 이 시리즈에는 수많은 후속작(시퀄), 확장팩, 영화가 만들어졌다.

## 게임
| 1993 | 둠                              |
| 1994 | 둠 2                            |
| 1995 | 디 얼티밋 둠(The Ultimate Doom) |
| 1995 | Master Levels for Doom II       |
| 1996 | 파이널 둠                       |
| 1997 | 둠 64                           |
| 1998 |                                 |
| 1999 |                                 |
| 2000 |                                 |
| 2001 |                                 |
| 2002 |                                 |
| 2003 |                                 |
| 2004 | 둠 3 (비디오 게임)              |
| 2005 | 둠 3: 악마의 부활               |
| 2005 | 둠 RPG                          |
| 2006 |                                 |
| 2007 |                                 |
| 2008 |                                 |
| 2009 | 둠 레저렉션                     |
| 2009 | 둠 II RPG                       |
| 2010 | No Rest for the Living          |
| 2011 |                                 |
| 2012 | 둠 3 BFG 에디션                 |
| 2013 |                                 |
| 2014 |                                 |
| 2015 |                                 |
| 2016 | 둠                              |
| 2017 |                                 |
| 2018 |                                 |
| 2019 |                                 |
| 2020 | 둠 이터널                       |

### 메인 시리즈
- 둠 (1993)
  - 디 얼티밋 둠 (1995)
- 둠 2 (비디오 게임) (1994)
  - Master Levels for Doom II (1995)
  - No Rest for the Living (2010)
- 파이널 둠 (1996)
- 둠 64 (1997)
- 둠 3 (비디오 게임) (2004)
  - 둠 3: 악마의 부활 (2005)
  - 둠 3 BFG 에디션/The Lost Mission (2012)
- 둠 (2016)
- 둠 이터널 (2020)

### 모바일 스핀오프
- 둠 RPG (2005)
- 둠 레저렉션 (2009)
- 둠 II RPG (2009)